# 原宿 (ライター)
原宿（はらじゅく、1981年5月23日 - ）は、日本のライター、編集者。バーグハンバーグバーグ社員。オモコロ二代目編集長。本名は原 健一郎（はら けんいちろう）。

## 経歴
1981年に生まれ、エステティシャンの母親による母子家庭で育つ。実家は神奈川県横浜市旭区二俣川にて「リフレッシュサロンai」を営んでいる。
1998年頃、「レッドラム少佐」というハンドルネームでネットで知り合った仲間数人とともに「暇」というホームページを立ち上げる。ハンドルネームの由来は、映画『シャイニング』の劇中の台詞。その後、個人サイトブームに乗って開設した「桃色核実験」というテキストサイトが反響を呼ぶ。当時、大好きだった加護亜依との脳内会話を綴る「桃色加護実験」という姉妹サイトも存在した。
ネット上で知名度を上げた原宿は、2008年8月に初代オモコロ編集長のシモダテツヤに声をかけられ、オモコロのライターとしてデビューした。
2010年6月、バーグハンバーグバーグの立ち上げに参画する。
2012年、シモダテツヤの後任としてオモコロ二代目編集長に就任。その後、編集長を務める。

## 人物・エピソード
趣味は競馬。2000年3月の阪神大賞典観戦により熱中し、最盛期は毎週のように競馬場に行き、親から預かった教習所の受講料を全て競馬につぎ込んでいた。
世界一好きな食べ物はご飯にステーキの旨味を付けたSPG（ステーキパッティングご飯）。2023年10月現在、好きな食べ物はいなり。嫌いな食べ物はしめ鯖や光り物。
28歳まで自転車に乗ることができなかったが、記事内でチャレンジし、乗ることに成功する。また、オモコロのYouTubeチャンネル「オモコロチャンネル」にて10年越しの自転車への再チャレンジをした。
逆流性食道炎で少食。本人は「食うのを必要としてないだけなので気にしなくていい」と語っている。
バーグハンバーグバーグに入社して1年目のARuFaと共に偉い人の多く来るパーティーに取材した際、緊張していたARuFaに「偉い人いるから、ここ爆破したら経験値すごいね」と言って和ませた。
大森時生によると、ホラーテイストのテレビ番組『テレビ放送開始69年！このテープもってないですか？』における支離滅裂な会話劇は、原宿がYouTubeの企画で演じた「川柳や俳句に対して支離滅裂な直しを入れるキャラクター」である「咎人の雛」が着想の元となったという。

### 学生時代
中学時代は『魔導刑事ヴァイス』、高校時代は『ドラグ=ナイツ』というタイトルの小説を執筆しようとしていた。『ドラグ=ナイツ』を取り上げた動画は反響を呼び、同じくオモコロのライターであるマッハ・キショ松やストーム叉焼が二次創作を製作しているほか、影響元である「タクティクスオウガ」のディレクター、松野泰己がTwitter上で反応するまでに至った。なお、『魔導刑事ヴァイス』について、本人はこの設定を斬新と語っている。
中学時代、ときめきメモリアルをプレイし、ギャルゲーにハマる。なお、同ゲームの虹野沙希に本気で恋し、顔写真を財布に入れて持ち歩き疲れた時などにそっと取り出して見ていたほか、虹野沙希が主役に抜擢された「ときめきメモリアルドラマシリーズvol.1 虹色の青春」は何十周もプレイし、キャラグッズ欲しさに毎週アニメイトに通っていた。同ゲームを契機にサクラ大戦やトゥルー・ラブストーリーなどもプレイしていた。
高校時代、ネットゲーム『Diablo』をきっかけにネットを始める。なお、チャットルームに入り浸りすぎて月の電話代が10万円を越えたことがある。また、『新世紀エヴァンゲリオン』がブームになった頃に、アニメもよく見ていた。
声優の飯塚雅弓のファンクラブに入っていた。